# Château de Thil (Poil)
 (septembre 2022).
Si vous disposez d'ouvrages ou d'articles de référence ou si vous connaissez des sites web de qualité traitant du thème abordé ici, merci de compléter l'article en donnant les références utiles à sa vérifiabilité et en les liant à la section « Notes et références ».
Le château de Thil est situé sur la commune de Poil (France), dans le département de la Nièvre en région Bourgogne-Franche-Comté.

## Localisation
Le château de Thil est en Bourgogne, sur la commune de Poil, à 2,5 km au sud du bourg. La carte de Cassini mentionne Thil avec un hameau et un château proche de la route royale empierrée, appelée « chemin de Bourbon les Bains par Luzy » et « Grande Route de Bourbon les Bains à Autun ». Il est le long de la voie protohistorique dite des « foires du Beuvray » et domine le col entre le mont Dône au sud et la hauteur du bois de Manizot au nord, passage de la Bourgogne au Nivernais.

## Description
Il ne reste que peu d'éléments de l'ancien château, dont l'existence est attestée au XVe siècle. Le logis actuel, restauré, n'en représente qu'une partie mais on peut voir, dans une tour intégrée dans ce bâtiment, des ouvertures en meurtrières, des pièces voûtées et des parois en torchis indiquant probablement le XIIIe siècle. La cour attenante, en terrasse, est soutenue par un mur extrêmement haut ; un bâtiment à usage agricole, un peu plus bas, repose sur d'imposantes caves,. Bâti sur un plan en L, il possède un niveau avec comble aménageable sous un long toit en tuile.

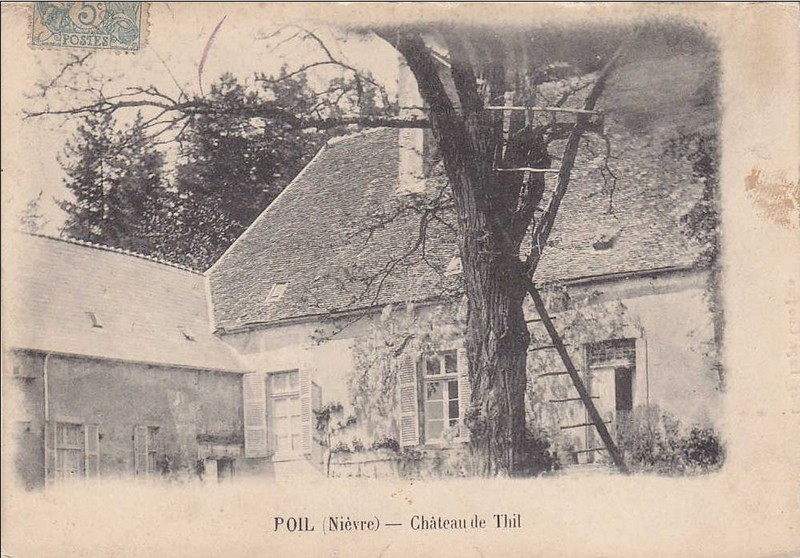
Carte postale vers le début du XXe siècle
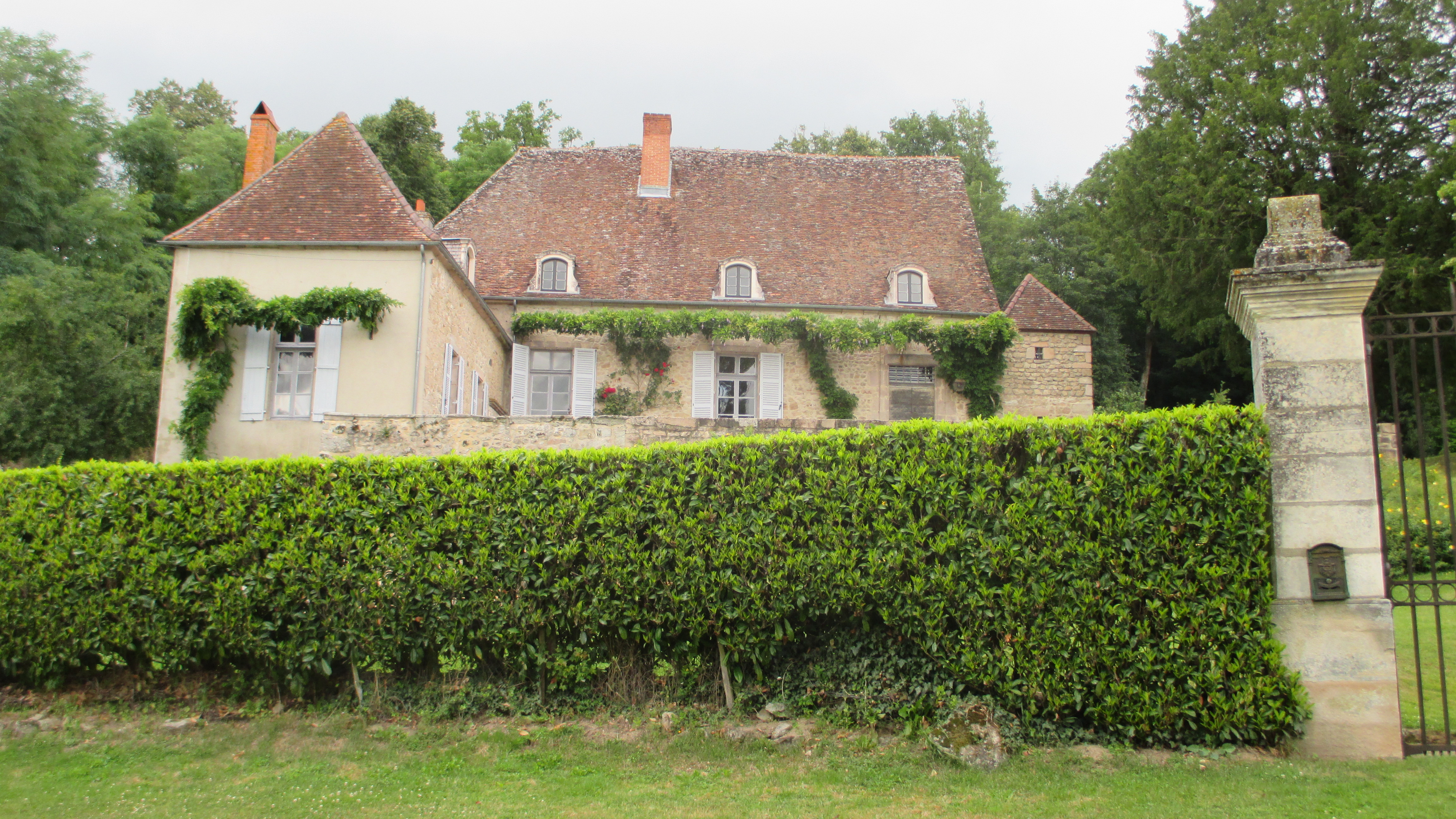
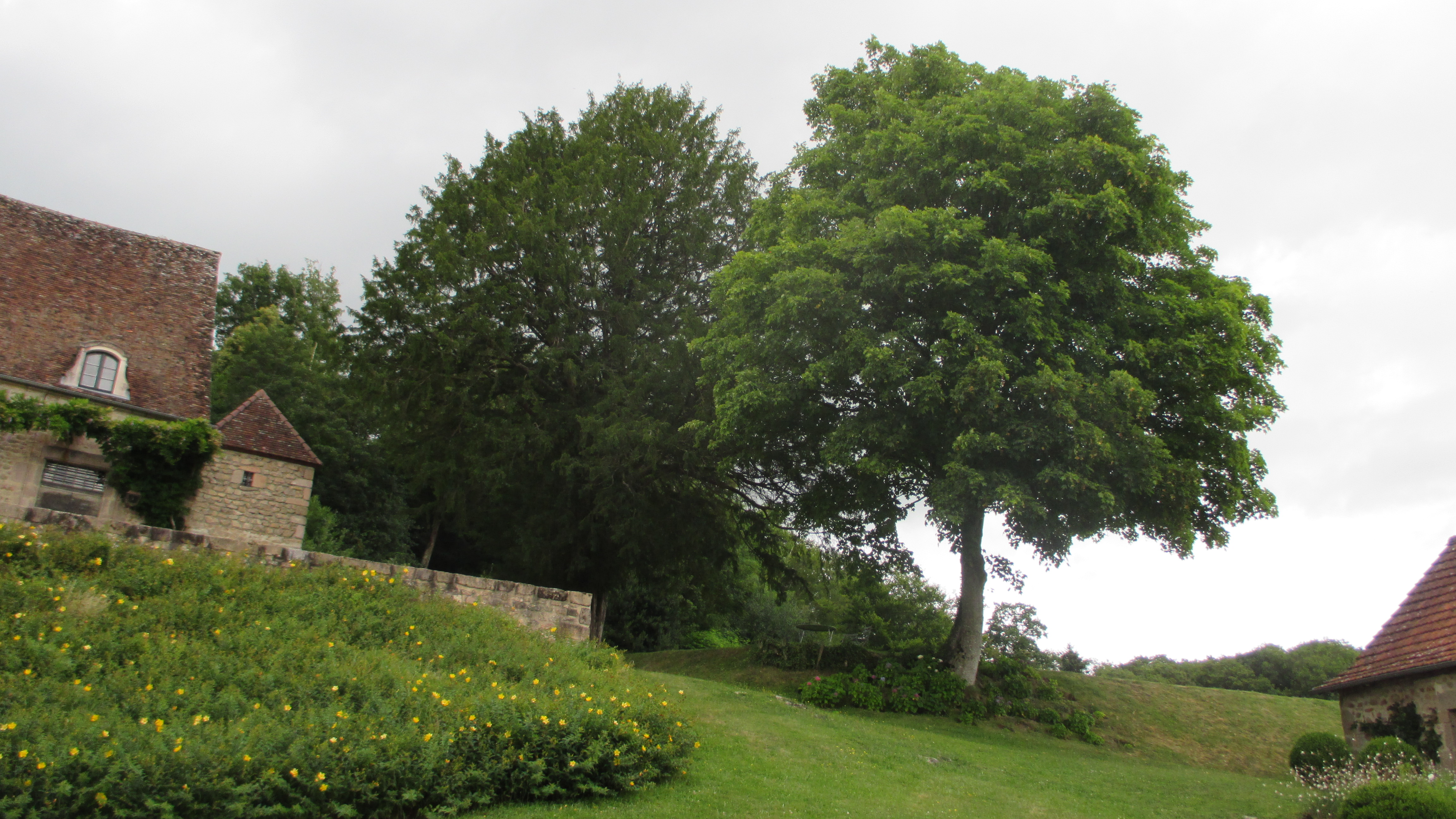
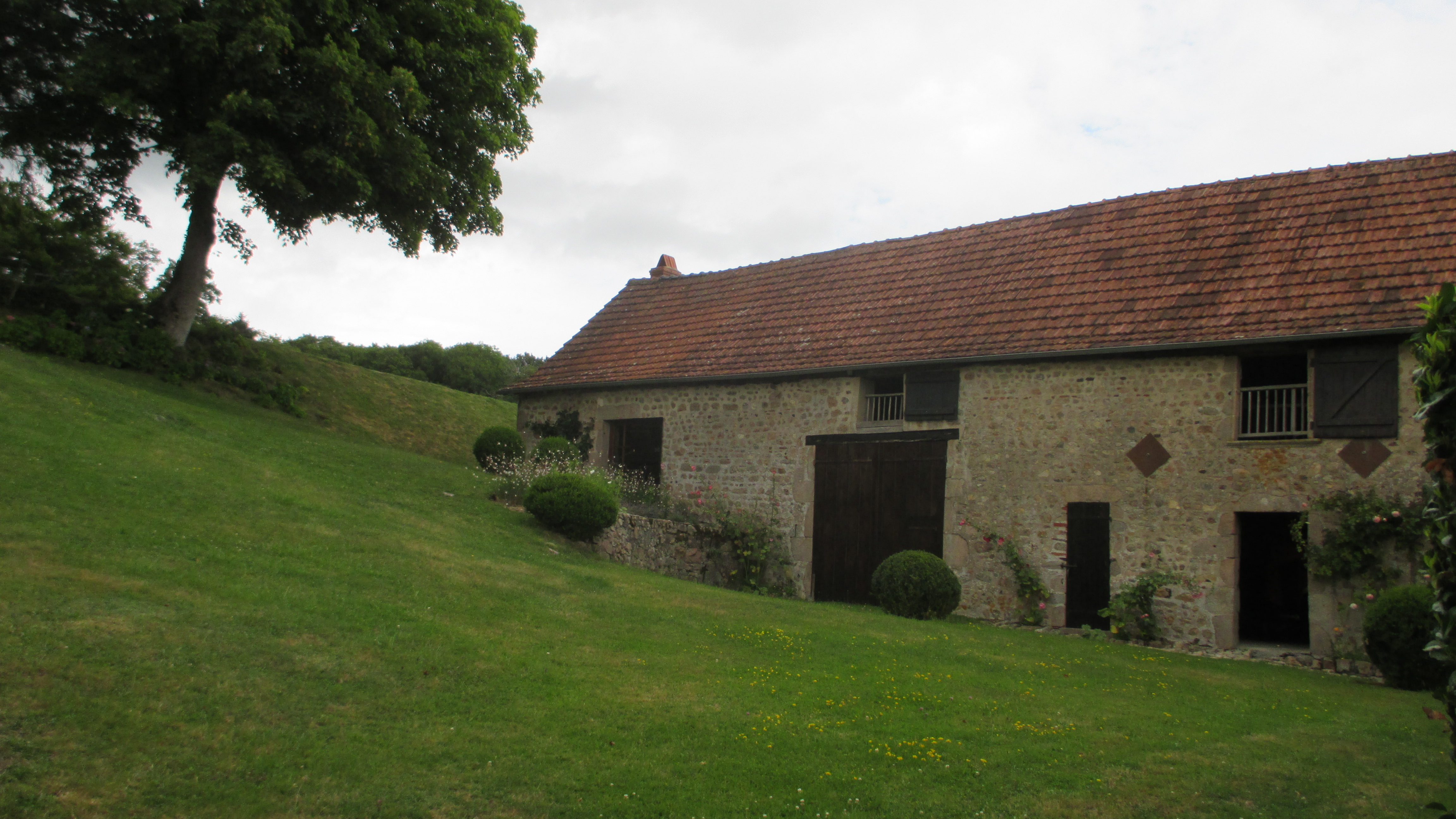

## Historique
L'histoire du château de Thil est incertaine. La première mention d'une seigneurie sur le site remonte au XIIIe siècle et celle d'une habitation seigneuriale en 1400, sans qu'on en connaisse la forme. Son origine est plus ancienne, en attestent des ouvertures en meurtrières dans une tour, des pièces voûtées et des parois en torchis qui sont semblables à celles du XIIe siècle. 
Il se trouvait aussi sur le site une chapelle, dont Jacques-Felix Baudiau écrit qu'on y célébrait, par privilège, la seconde messe du jour de Noël. 